# Идриз Сефери
Идриз Сефери (алб. Idriz Seferi, тур. İdris Sefer; 14. март 1847 — 25. март 1927) био је албанска национална фигура и качак. Као припадник Призренске и Пећке лиге, био је десна рука Исе Бољетинца, са киме је организовао 1910. године устанак против Османског царства у Косовском вилајету. Након пропасти устанка, Сефери је наставио борбу, учешћем у устанку 1912. године. У Првом балканском рату, Бољетинац и Сефери су се борили против Србије, са којом су били савезници током устанака 1910. и 1912. године, а наставили су нападима на српске положаје у предокупационој и почетној фази Првог свјетског рата (1913—1915). У другој фази Великог рата (1916—1918), преводио је снаге против бугарских окупационих снага.

## Биографија

### Дјетињство и младост
Идриз Сефери је рођен у муслиманској породици у селу Сефер (данашња општина Прешево, Република Србија), сјеверно од планског вијенца познатог као Скопска Црна Гора, тада у саставу османског Косовског вијалета. Придружио се албанским националним покретима у младости, поставши члан Призренске лиге (око 1878) и Пећке лиге (око1899).

### Припреме за устанак
Прије општег албанског устанка у Османском царству, Сефери је желио уставити везе са српском владом; исто су урадили и албански прваци у Ђаковици, Пећи и Црној Гори. Српска влада је албанским устаницима 1909. године пружила помоћ у новцу и оружју.

### Устанак 1910.
Почетком априла 1910. године, дванаест албанских племена са простора Косовског вилајета предвођена Исом Бољетинце и Идризом Сеферијем подигло је устанак против Османлија. 5.000 устаника под Сеферијем је прекинуло жељезничку пругу Приштина—Скопље код Качаника, успјевајући да пруже отпор османским снагама у клисури Качаничког тјеснаца. Сеферијеве снаге су зауставиле воз који је превозио војнике и потребштине за Приштину, одузимајући потребштине и разоружавајући војнике. Бољетинац је у исто вријеме предводио 2.000 устаника на Урошевац и Призрен. Сефери је нанио велике губитке османској војсци, упркос чињеници да нису имали артиљерију и да су држали тјеснац двије седмице. Устаници су протјерани тек након очајничке тринаесточасовне битке, када су у великој мјери били надбројани. Устанак је угушило 16.000 османских војника под заповједништвом Шефкет Тургут-паше, међутим без потешкоћа. Под Сеферијевим заповједништвом, убијено је око 2.000 османских војника код Гњилана. До августа, Османлије су поново успоставиле ред, а власти су преузеле оштре мјере за одржавање сизеренства у Косовском вилајету: сви мушкарци старости 15—60 били су регистровани (за регрутовање); Албанци су разоружани, а они подесни су регрутовани у османску војску. Бољетинац је положио оружје, након што су он и државни представник отишли код косовског валије, који је обећао да ће испунити његове захтјеве. Сефери га је затим слиједио.

### Устанак 1912.
Устаници Хасана Приштине подигули су 23. априла 1912. године устанак у ђаковичким планинама, а који се потом проширио на цијели Косовски вилајет. Албански прваци Бајрам Цури, Иса Бољетинац, Риза Ђакова, Сефери, Хасан Приштина, Неџиб Драга и други су 20. маја одлучили за подизање опште оружане побуне у Косовском вилајету. Сефери је организовао устанике у околини Урошевца, гдје су се водили најтеже борбе.
Не могавши више чекати испуњење захтјева Лиге, 30.000 албанских герилаца, војника под заповједништвом Бајрама Цурије, Хасана Приштине, Мехмета Дерала, Риза Ђакова и Сеферија, 12. августа је стало под заповједништвом Исе Бољетинца и кренуло према Скопљу, пријестоници Косовског вилајета, у који су ушли без борбе. Како се устанак ширио широм Косовског вилајета и већина на сјеверу, послате су снаге на устанике, који су се повукли у планине, али су наставили да дјелују против власти, а у цијелој области између Пећи и Митровице су пљачкали војна складишта, отварали затворе и скупљали порезе од становника за албанске вође. Умјерена фракција предвођена Приштином је 18. августа успјела убиједити Сеферија, Бољетинца, Цурија и Ђакова, да прихвате споразум са Османлијама о албанским социјално-политичким и културним правима. Бољетинац и Сефери су успоставили пријатељске везе са Србијом током посљедњег албанског устанка, иако су се спремали промјенити страну, без знања Срба.

### Балкански ратови
Дан пред избијање Првог балканског рата, Сефери заједно са 1.000 својих људи је напао српску граничну станицу. Били су наоружани мартинкама и српским митраљезима које су добили као помоћ од Србије током Албанског устанка 1909. године. Албанци су учинили пошто су схватили да ће област насељена Албанцима бити подијељена између Србије и Грчке; мисао на то да су српско оружје и новац користили против Србије запрепастила је војску. Српски корпуси су похитали на границу и одбили Албанце, а затим су српске комите уништиле њихов најважнији положај ручним гранатама, након што су га Албанци напустили.